# Dashiell Hammett

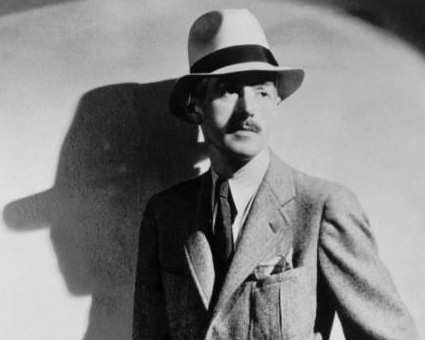
Dashiell Hammett

Dashiell Samuel Hammett (Saint Mary's County (Maryland), 27 mei 1894 – New York, 10 januari 1961) was een Amerikaans schrijver. Zijn bekendste boek is de hard-boiled detectiveroman The Maltese Falcon (1930), waarvan de verfilming uit 1941 een van de eerste echte klassiekers in het film noir- genre was.

## Levensloop
Dashiell verliet de school toen hij dertien jaar oud was, en reisde en werkte vervolgens in de Verenigde Staten. Na de Eerste Wereldoorlog (1914-1918) was hij gedurende acht jaar een privédetective, een ervaring die veel van het materiaal voor zijn romans leverde. De eerste twee, Red Harvest (1929) en The Dain Curse (1929) werden meteen een succes. In The Maltese Falcon uit 1930 introduceerde Hammett zijn bekendste personage, Sam Spade, het prototype van de harde detective waarmee Dashiell de trend zette.
Dashiell Hammetts carrière als schrijver begon in 1922 met de publicatie van The Parthian Shot, een heel kort verhaal dat in het literair tijdschrift The Smart Set werd gepubliceerd. In totaal publiceerde hij 60 korte verhalen, 5 romans - waaronder The Maltese Falcon en The Thin Man - een paar gedichten, en een aantal non-fictiewerken en boekbesprekingen. Vanaf 1934 tot aan zijn dood in 1961 schreef Hammett nog maar weinig. Hij rustte op zijn lauweren, leed aan alcoholisme en tuberculose (waarvoor hij al in 1919 gehospitaliseerd was), en werd een notoir rokkenjager. Door het verkopen van de filmrechten op zijn boeken kon hij een luxueus leven leiden. In 1937 verwierf Metro-Goldwyn-Mayer de rechten voor The Thin Man bijvoorbeeld voor 40.000 dollar, en in 1957 stelde de rechtbank zijn belastingverplichting in op een bedrag van 140.795,96 dollar.

## Trivia
- Het nummer Continental Op van de Ierse muzikant Rory Gallagher, op het album Defender (1987), is een verwijzing naar een personage uit de romans van Hammett.

## Werk
Hammett schreef vijf romans:
- Red Harvest (1929)
- The Dain Curse (1929) (vertaald als De vloek)
- The Maltese Falcon (1930) (vertaald als De Maltezer valk)
- The Glass Key (1931) (vertaald als De versplinterde sleutel)
- The Thin Man (1934) (vertaald als De magere man)

Collectie:
- The Big Knockover, een verzameling korte verhalen met The Continental Op

## Filmografie
- 1931 - City Streets - regie: Rouben Mamoulian (met Gary Cooper en Sylvia Sidney)
- 1934 - The Thin Man - regie: W. S. Van Dyke (met William Powell en Myrna Loy)
- 1936 - Satan met a Lady (gebaseerd op The Maltese Falcon) - regie: William Dieterle (met Bette Davis)
- 1936 - After the Thin Man - regie: W. S. Van Dyke (met William Powell, Myrna Loy en James Stewart)
- 1939 - Another Thin Man - regie: W. S. Van Dyke (mit William Powell und Myrna Loy)
- 1941 - The Maltese Falcon - regie: John Huston (Humphrey Bogart en Peter Lorre)
- 1942 - The Glass Key - (met Veronica Lake en Alan Ladd)
- 1990 - Miller's Crossing (gebaseerd op Red Harvest en The Glass Key) - regie: Joel Coen en Ethan Coen (met Gabriel Byrne en Albert Finney)
- 2002 - The House on Turk Street - regie: Bob Rafelson (met Samuel L. Jackson en Milla Jovovich)